# Decenio de Paz de Nelson Mandela
En diciembre de 2017, la Asamblea General de las Naciones Unidas votó a favor de celebrar una reunión plenaria de alto nivel sobre la paz mundial en honor al centenario del nacimiento del primer presidente e ícono mundial elegido democráticamente, Nelson Mandela.
El 24 de septiembre se celebrará la Cumbre por la Paz de Nelson Mandela, y se espera que los Estados miembros adopten una Declaración Política redactada a lo largo del año.
El texto declara 2019-2028 el "Decenio de Paz de Nelson Mandela" y hace un llamamiento a todos los líderes mundiales para "hacer posible lo imposible" y "redoblar los esfuerzos para lograr la paz y la seguridad internacionales, el desarrollo y los derechos humanos".